# Zabiele (powiat de Mońki)
Pour les articles homonymes, voir Zabiele.
Zabiele (prononciation : [zaˈbjɛlɛ]) est un village polonais de la gmina de Jaświły dans le powiat de Mońki et dans la voïvodie de Podlachie. Il se situe à environ 22 kilomètres au nord-est de Mońki et à 52 kilomètres au nord de Bialystok. 
Le village compte  607 habitants (2011).